# ناصر صفاریان
ناصر صفاریان (زادهٔ ۱۸ تیر ۱۳۵۴) کارگردان، مستندساز و منتقد سینمایی اهل ایران است.

## زندگی هنری
ناصر صفاریان ۱۸ تیر ۱۳۵۴ در تهران متولد شد. او که کارشناس زبان و ادبیات انگلیسی است، ساخت اولین فیلم مستند خود را با نام «سرد سبز» در سال ۱۳۷۸ آغاز کرد. این فیلم نخستین اثر از سه‌گانهٔ مستندی است که به زندگی و شخصیت فروغ فرخزاد می‌پردازد. دو فیلم دیگر این سه‌گانه، «جام جان» و «اوج موج» می‌باشند. از وی نقدهای سینمایی متعددی در مطبوعات به چاپ رسیده‌است. وی نایب رئیسی و عضویت در هیئت مدیره انجمن مستندسازان سینمای ایران و همچنین عضویت در هیئت مدیره انجمن منتقدان و نویسندگان سینمای ایران را در کارنامه فعالیت‌های هنری خود دارد.
در مهر ۱۳۷۵ صفاریان به خاطر نوشته‌هایش در صفحه هنری روزنامه سلام، به دادگاه ویژه روحانیت احضار شد و پرونده‌ای برایش گشوده شد.
صفاریان در فروردین ۱۳۷۸، کمتر از چهار ماه مانده به توقیف روزنامه سلام، هم از طرف نهادی اعلام نشده، سه روز ربوده و بازجویی شد.
البته بعدها با خروج امیرفرشاد ابراهیمی از ایران و اعلام از سوی او مشخص شد این ربایش توسط باند سعید امامی رخ داده است.
او در اواخر شهریور ۱۳۹۰ به اتهام همکاری با تلویزیون بی‌بی‌سی بازداشت شد 
و پس از ۲۳ روز، در ۱۷ مهر ۱۳۹۰ با تودیع وثیقه ۲۰۰ میلیون تومانی از زندان اوین آزاد شد.

## فعالیت‌های هنری
از جمله فعالیت‌های هنری ناصر صفاریان می‌توان به موارد زیر اشاره کرد:
داور جشن کتاب سال سینمایی ،
دبیر کانون فیلم خانه سینما، عضو انجمن بین‌المللی مستند(امریکا)، عضو فدراسیون بین‌المللی روزنامه‌نگاران، دبیر و طراح برگزاری هفته فیلم انجمن مستندسازان سینمای ایران، مسئول کارگروه نمایش انجمن مستندسازان سینمای ایران، دبیر بخش مستند جشن‌واره موسیقی فجر، ،عضو هیئت داوری جشن‌واره فیلم کوتاه تهران، نایب رئیس و عضو هیئت مدیره انجمن مستندسازان سینمای ایران، عضو هیئت مدیره انجمن منتقدان و نویسندگان سینمای ایران، عضو هیئت داوران جشن مستقل سینمای مستند ایران، عضو هیئت داوران جشن انجمن منتقدان و نویسندگان خانه سینما، مسئول نمایش‌های سالن سینماحقیقت مرکز گسترش سینمای مستند و تجربی، انتشار نقدها و یادداشت‌های سینمایی در مطبوعات

## فیلم‌شناسی
- «الهه» ۱۴۰۳–۱۴۰۱
- «کودکیِ ناتمام» ۱۳۹۹–۱۳۹۵[۲۰]
- «من فقط شاعرم، جناب سروان!» (از سه‌گانه ترانه‌های ایرانی) ۱۳۹۴–۱۳۹۳
- «شب شیدایی» (از سه‌گانه ترانه‌های ایرانی) ۱۳۹۳–۱۳۸۶[۲۱]
- «خاطره‌های خط‌خطی» (از سه‌گانه ترانه‌های ایرانی) ۱۳۸۸–۱۳۸۶[۲۲]
- «امپراتور و ما» (تهیه کننده)
- «پابه‌پای آزادی» (تهیه کننده)
- «بانو مرا دریاب» ۱۳۸۹–۱۳۸۱
- «خاطره در قاب» ۱۳۸۷
- «آزادی در مِه» ۱۳۸۶
- «وقتِ خوبِ مصائب» ۱۳۸۴–۱۳۸۱
- «اتواستاپ» ۱۳۸۳
- «آوازِ آفتاب» ۱۳۸۱
- «اوجِ موج» (از سه‌گانه فروغ فرخ‌زاد) ۱۳۸۲–۱۳۸۷
- «جامِ جان» (از سه‌گانه فروغ فرخ‌زاد) ۱۳۸۰–۱۳۸۷[۲۳]
- «سردِ سبز» (از سه‌گانه فروغ فرخ‌زاد) ۱۳۸۰–۱۳۸۷

## کتاب‌ها
- «الهه» (دربارهٔ الهه فرمانی) ۱۴۰۴[۲۴]

- «مردی که شبیه شعر خود نیست» (دربارهٔ احمدرضا احمدی) نشر ثالث ۱۳۹۱[۲۵]

- «آیه‌های آه» (ناگفته‌هایی از زندگی و کار فروغ فرخزاد) نشر نو (چاپ اول) ۱۳۸۱[۲۶][۲۷]